# Edith Hamilton
Edith Hamilton (Dresden, 12 d'agost de 1867 - Washington, 31 d'agost de 1963) va ser una escriptora i hel·lenista estatunidenca.
Edith Hamilton va néixer a Alemanya de pares estatunidencs, però de seguida la família es va traslladar a viure a Fort Wayne, a l'estat d'Indiana, Estats Units. Va fer estudis secundaris de llengües clàssiques, després dels quals es va llicenciar al Bryn Mawr College el 1894. També va estudiar a la Universitat de Múnic, on ella i la seva germana Alice van ser les primeres dones matriculades, i en la de Leipzig (1895-96).
Va organitzar la Bryn Mawr School de Baltimore, que va dirigir de 1896 a 1922.
En retirar-se de l'ensenyament el 1922, es va especialitzar en l'estudi de la cultura de la Grècia clàssica, especialment en la seva filosofia i mitologia. Pels seus estudis va rebre diversos premis, com el National Achievement (1950) i el Constance Lindsay Skinner (1958). El 1957 el rei Pau li va concedir la creu d'or de l'Ordre de la Gràcia, la més alta recompensa de Grècia.
El 1949 la Universitat de Rochester li va concedir el doctorat en Literatura. Era membre de l'Acadèmia Americana d'Arts i Lletres. En 1957 va ser nomenada ciutadana honorària d'Atenes.
Entre les seves obres es troben The Greek Way (1930), The Roman Way (1932), The Prophets of Israel (1936), Three Greek Plays (1937), Mythology (1942), Introduction to Plutarch (1951) i Echoes of Greece (1957).